# The Cast Whale Project
The Cast Whale Project (deutsch Das Projekt des abgeformten Wals oder auch Das Projekt des gestrandeten Wals) ist eine Kunstinstallation des Künstlers Gil Shachar. Nach jahrelangen Vorarbeiten und vielfältigen Schwierigkeiten gelang es dem Künstler, einen Abguss eines gestrandeten und verendeten Wals anzufertigen. Der Abguss diente als Vorlage für die 2019 erstellte Wal-Skulptur. Zum Gesamtkunstwerk gehört ein Video mit Sprechgesang, das die Skulptur untermalt. Es wird an wechselnden Orten ausgestellt.

## Künstler
Der israelische Künstler Gil Shachar lebt und arbeitet seit 1996 in Duisburg. Seine bekanntesten Werke sind realistische Skulpturen von menschlichen Köpfen und Körperfragmenten aus Wachs oder Epoxidharz. Bereits vor diesem Projekt beschäftigte er sich in seinen Arbeiten mit Tod, Trauer, Verlust und Leid. Seine Büsten von Menschen mit geschlossenen Augen wurden mit Totenmasken verglichen. The Cast Whale Project gilt als sein ambitioniertestes Ausstellungsprojekt, in dem die körperliche Präsenz des größten lebenden Säugetiers als Kunstwerk umgesetzt wird. Die Technik des Abformens, mit der er durch seine bisherigen Arbeiten bereits vertraut war, reizte er mit diesem Projekt „bis an die Grenzen des Machbaren“ aus.

## Entstehung

### Hintergrund

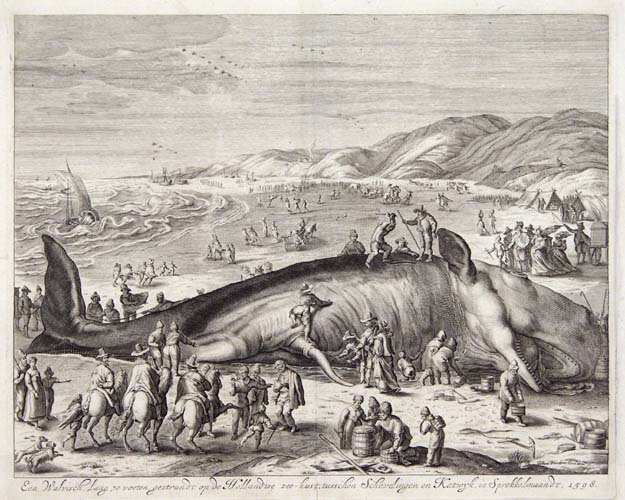
Gestrandeter Wal an der niederländischen Küste, Gilliam van der Gouwen (1598)

Wale gehören zu den größten Tieren auf der Erde. Sie stehen auf der Liste der gefährdeten Arten.
Walstrandungen werden weltweit beobachtet und oft durch menschliche Einflüsse ausgelöst. Rettungsbemühungen gelingen selten, weil Großwale an Land von ihrem eigenen Gewicht erdrückt werden und sie ihre Körpertemperatur außerhalb des Wassers nicht mehr regulieren können.
Mit fortschreitender Erforschung gelten Wale zunehmend als intelligent, sozial und friedfertig. Walgesang ist im Wasser über hunderte Kilometer zu hören und spezifisch nach Populationen und unter Umständen nach Individuen zu differenzieren. Walbeobachtungen und Walgesänge faszinieren viele Menschen.

### Geburt der Idee
Im Jahr 2009 hatte Gil Shachar einen Traum:

„Ich habe von einem gestrandeten toten Wal geträumt. In dem Traum formte ich diesen Wal ab und machte eine Skulptur daraus.“

Er fertigte einige Zeichnungen dazu an, doch schob die Idee beiseite, weil die praktische Umsetzung unmöglich erschien. Die Realisierung des inneren Bildes, das Interesse, diese Arbeit zu verwirklichen, ließ ihn jedoch nicht mehr los. Daraufhin rief Shachar The Cast Whale Project ins Leben.
Shachars bisherige Arbeiten von Menschen zeigen fragmentarische Abgüsse. Bei diesem Projekt war das Ziel, den gesamten Walkörper abzuformen, so wie er am Strand lag. Auf die Frage, weshalb er sich darauf einlasse, antwortete der Künstler, er habe das starke Gefühl, jemand müsse es tun.
Nach ausführlicher Recherche entschied Shachar 2013, dass Südafrika der beste Ort für das Projekt sei. 2014 erhielt er ein Stipendium der NRW Art Foundation. Dieses Geld verwendete er, um während der Paarungszeit der Wale für drei Monate nach Kapstadt zu reisen. Dort traf er Lachlan Matthews, einen Naturschützer, der mit dem Umweltministerium zusammenarbeitet und zudem ein im Gießen erfahrener Künstler ist, der mit mehreren Museen kooperiert.
Matthews hatte zur Unterstützung ein Team von Biologen und anderen Künstlern zusammengestellt, dessen Leitung er übernahm. Er wählte qualifizierte Formenbauer, wie Künstler, Bildhauer, Präparatoren, oder Leute vom Film. Matthews entschied sich für eine Teamstärke von 15 bis 20 Personen. Auf diese Weise waren fünf bis sechs Personen immer einsatzbereit. Der Sitz des Teams war Lambert’s Bay.

### Hürden
Von der Idee bis zur Verwirklichung des Projektes musste das Team zahlreiche finanzielle, bürokratische und ethische Hürden überwinden und sich mit Fragen des Tierschutzes auseinandersetzen. Bei der Suche nach dem geeigneten Ort stieß Shachar auf Gegenden in Südafrika, wo aus unbekannten Gründen auffällig viele Wale stranden. Shachar verhandelte hartnäckig mit dem Umweltministerium in Kapstadt. Die Schwierigkeit war, nicht-kunstaffine Menschen von einem Kunstwerk, das es noch nicht gab, zu überzeugen. Schließlich wurde ihm 2016 die Erlaubnis für die Abformung eines toten Buckelwals erteilt. Der Künstler stand fortan auf Abruf. Sobald ein Wal angespült werde, würde man ihn informieren.
Gemeinsam mit Künstlern, Wissenschaftlern und Präparatoren erarbeitete er eine Methode, um einen ungeschönten Abguss anzufertigen. Im Fall der Fälle hätten die Arbeiten unmittelbar zu beginnen, ehe der Zerfall des Kadavers eintreten würde. Deshalb mussten die Einsatzgruppe und die Materialien jederzeit bereitstehen.
Auf der ausgewählten Küstenlinie von 600 km werden schätzungsweise zwei bis sechs Wale pro Jahr angespült. Die Nutzung der Zufahrtsstraßen, das Fahren am Strand und nicht zuletzt das Arbeiten am Strand sind in Südafrika strengstens verboten. Daher musste ein kompliziertes Genehmigungsverfahren durchlaufen werden. Um den betreffenden Strandabschnitt mit Fahrzeugen erreichen zu können, hielt man Kontakt zu den Landbesitzern, ebenso zum Kommandanten der Küstenstation, der sich um die gestrandeten Wale kümmert.
Für eine Abformung musste das verendete Tier komplett auf dem Strand liegen, nicht noch teilweise im Wasser. Die Konditionen des Wetters, der Gezeiten und der See mussten darüber hinaus stimmig sein. Es durfte nicht zu kalt oder windig sein, bei relativ ruhiger See. Um zu entscheiden, ob eine Abformung möglich wäre und lohne, mussten im Vorfeld für Shachar Fotos erstellt werden.
In der Wartezeit initiierte Shachar eine Crowdfunding-Aktion bei Kickstarter, um sein Projekt finanzieren zu können. Für eine nicht kommerzielle und dazu abenteuerliche Idee schien ihm diese Art der Finanzierung passend. Die Spendenaktion enthielt eine Reihe von Belohnungen für verschiedene Spendenstufen. Von einem Unbekannten erhielt er eine großzügige Einzelspende. Weitere Unterstützung erhielt das Unterfangen von der Kunststiftung NRW.

### Der Wal
Künstler und Team mussten zwei Jahre warten, ehe am 19. August 2018 ein geeigneter Wal angespült wurde. Das Tier war ein Männchen unbekannten Alters. Er wurde auf dem Rücken liegend angespült. Er war kurz vor dem Auffinden auf natürliche Weise verendet. Die Todesursache war nicht erkennbar. Durch den Tod waren die Körperspannung und die stromlinienförmige Rundung zusammengefallen. Die Körperkontur war oval in die Breite gegangen. Sein Kehlsack fiel schlaff zur Seite und verdeckte das Maul. Die Augen waren nicht zu sehen. Der Penis ragte aus der Mitte des Leibs, ähnlich einer Flosse.
Der Wal lag knapp oberhalb der Flutlinie. Kurz nachdem die Form für den Abguss fertiggestellt war, spülte ihn eine Springflut zurück ins Meer. Sein Körper zerfiel in den kommenden Monaten. Teile dessen wurden stellenweise am selben Strandabschnitt angespült.

### Abformung
Der Fundort lag 220 km nördlich von Kapstadt, in Lambert’s Bay an der Atlantikküste von Südafrika. Als der Wal angespült wurde, wurde Shachar mit Informationen über das Tier versorgt. Der Künstler evaluierte die Informationen und gab sein Einverständnis. Daraufhin begann das Team sofort, weil bei der Arbeit am Kadaver jede Stunde zählte. Diese Dringlichkeit war u. a. Ursache dafür, dass der Formenbau am Strand der schwierigste Teil des künstlerischen Prozesses war. Als das Team mit der Abformung begann, lag die Tierleiche bereits drei Tage am Strand. Derweil reiste Shachar am nächsten Tag von Duisburg aus an.
Der erste Schritt bestand darin, den Sand um den Körper zu entfernen und einzuebnen. Danach wurde ein provisorischer Holzzaun zum Meer errichtet, der verzögern sollte, dass sich das Meer den Kadaver zurückholt. Dennoch galt es schnell zu arbeiten, um den Wettlauf gegen die Gezeiten vorübergehend zu gewinnen. Unter die freigeräumte Körperkontur wurde zunächst Pappe gelegt. Für die Abformung bauten der Künstler und sein Team Abgussschalen am gestrandeten Wal. Dafür wurden eine Schicht Gelcoat, dann zwei Schichten mit Glasfaser verstärktes Polyesterharz auf die Haut des Wales aufgetragen. Ausgehärtet wurde die Harzform mit einem Winkelschleifer zersägt. Unter Zuhilfenahme von Holzlatten wurden die Formen von der Walhaut gelöst. Eingebrachte Metallhaken halfen, die einzelnen Teile später wieder zusammenfügen zu können.
Die Abformung nahm zweieinhalb bis drei Tage in Anspruch. Die Formenteile vom Strand wurden in über 30 Einzelteilen abtransportiert.

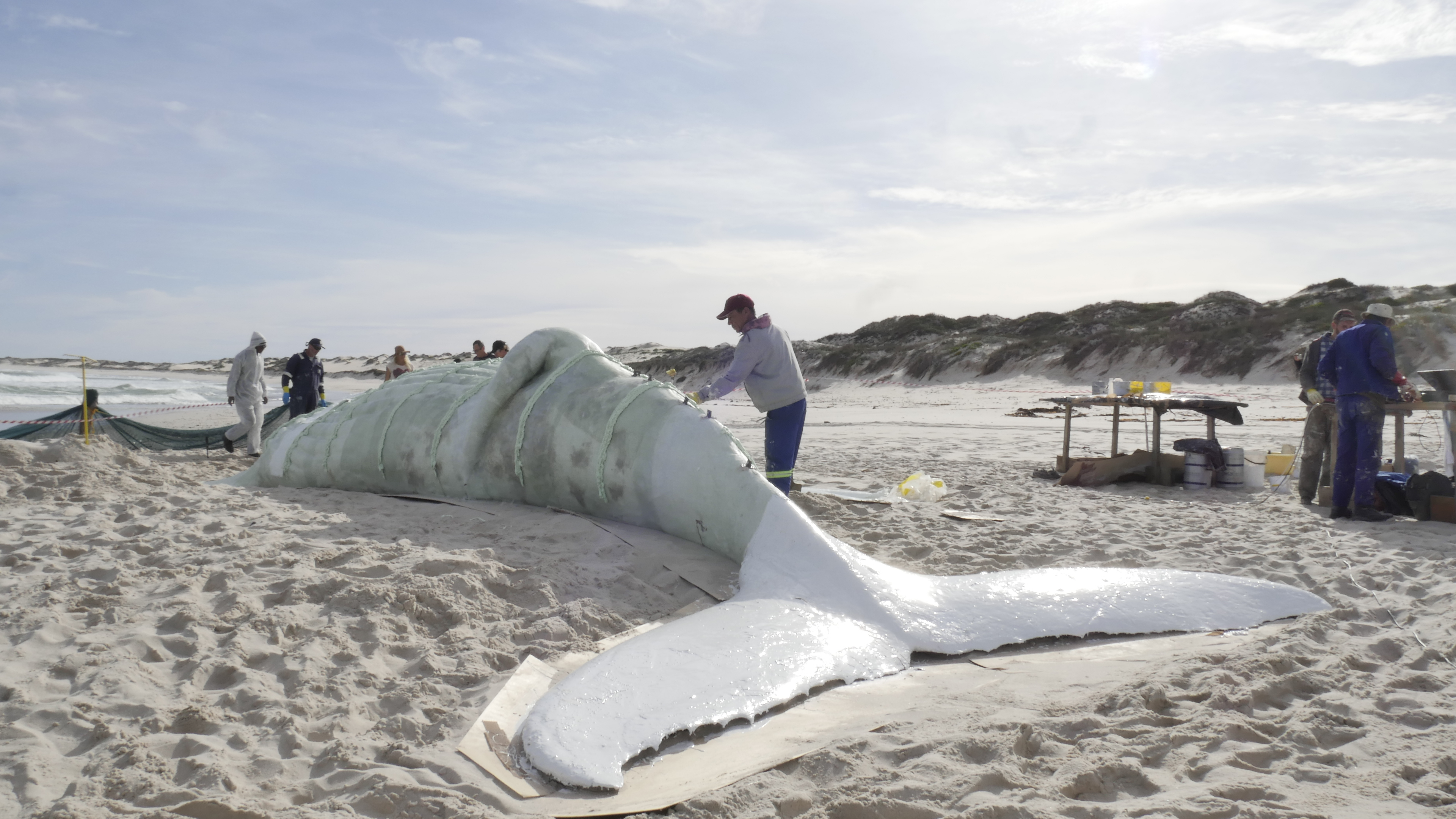
Der gesamte Walkadaver ist mit Harz eingehüllt
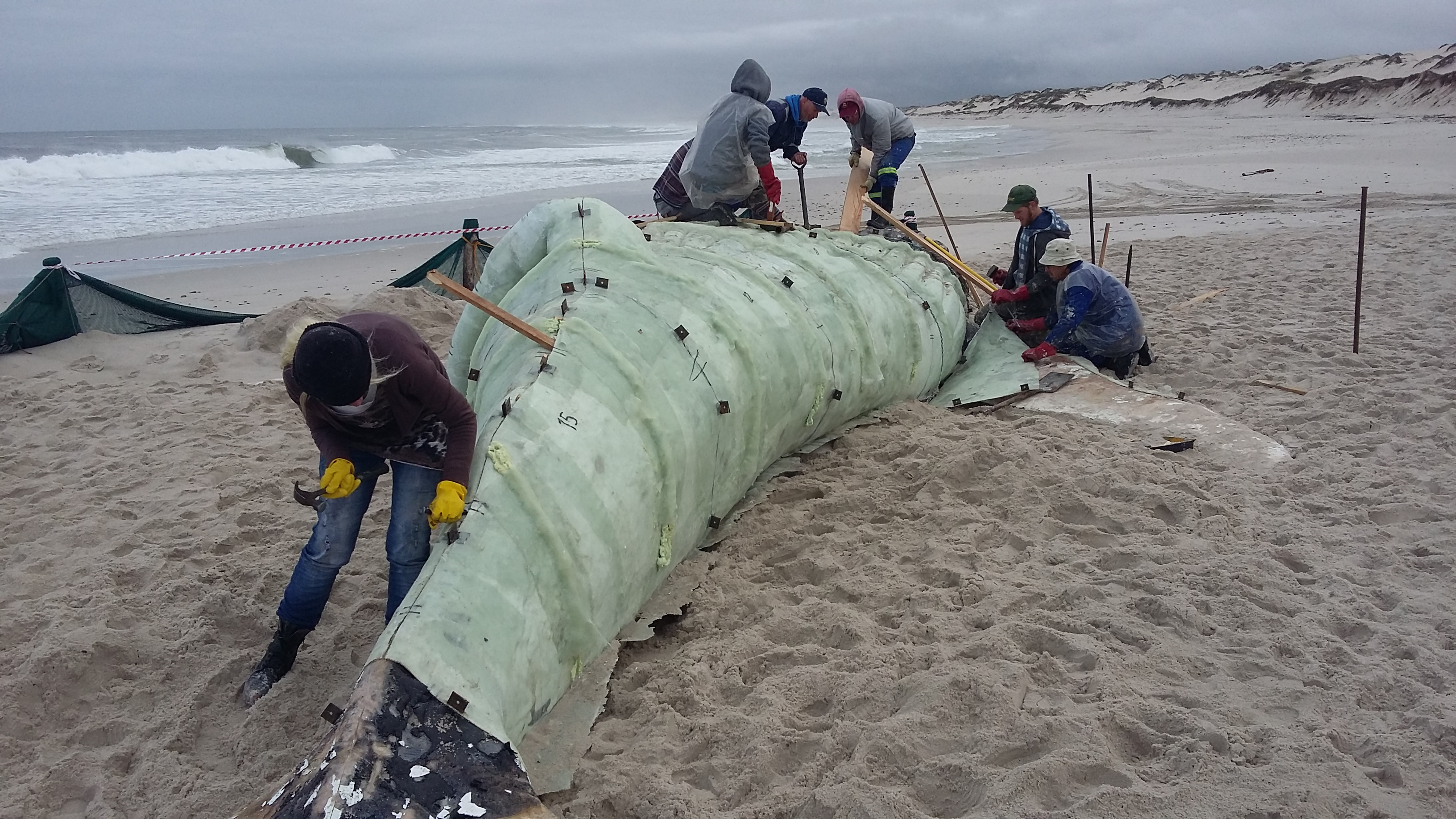
Metallhaken helfen später beim Zusammensetzen der Platten
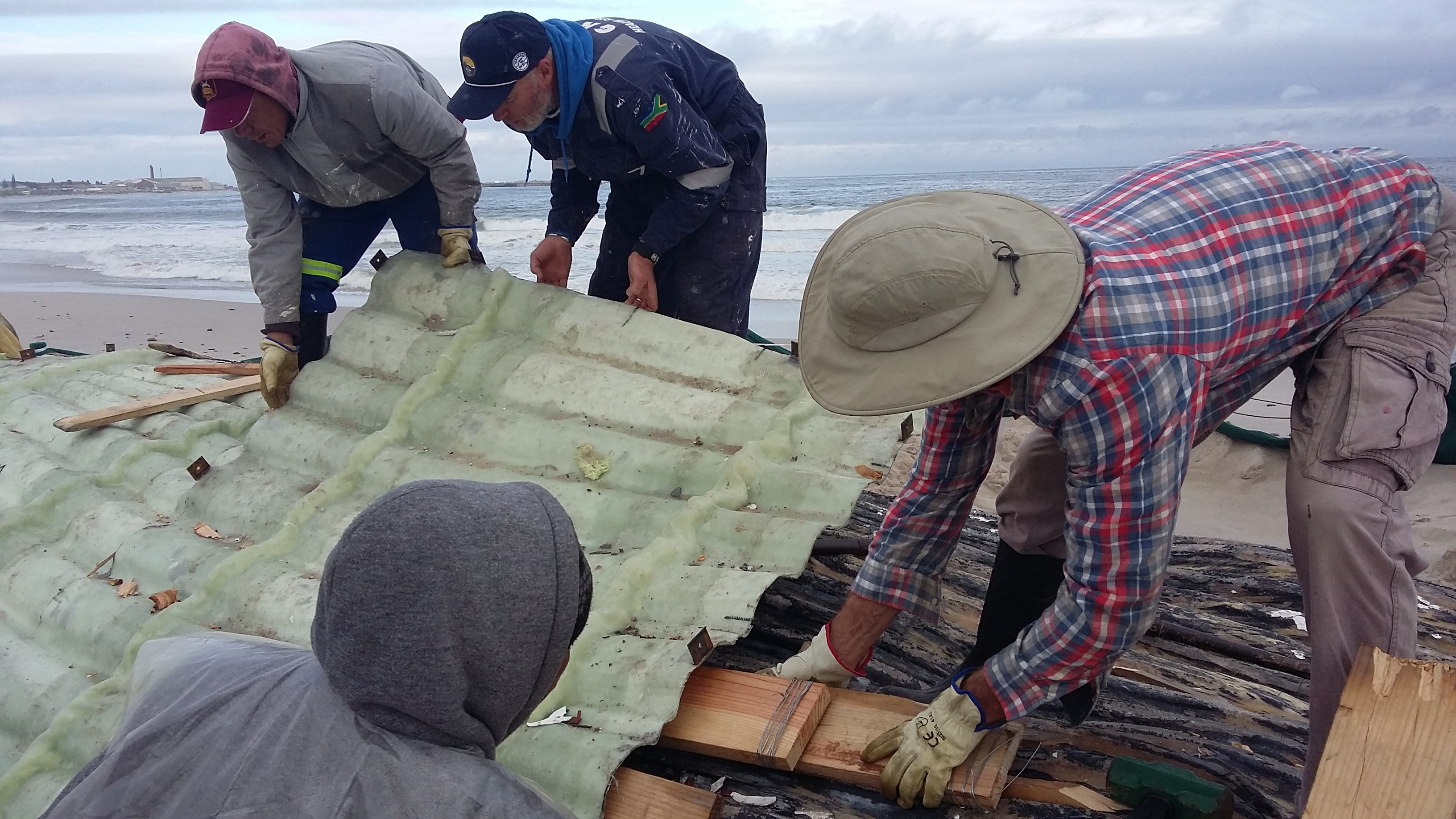
Ablösen der Abgussplatten mithilfe von Holzlatten
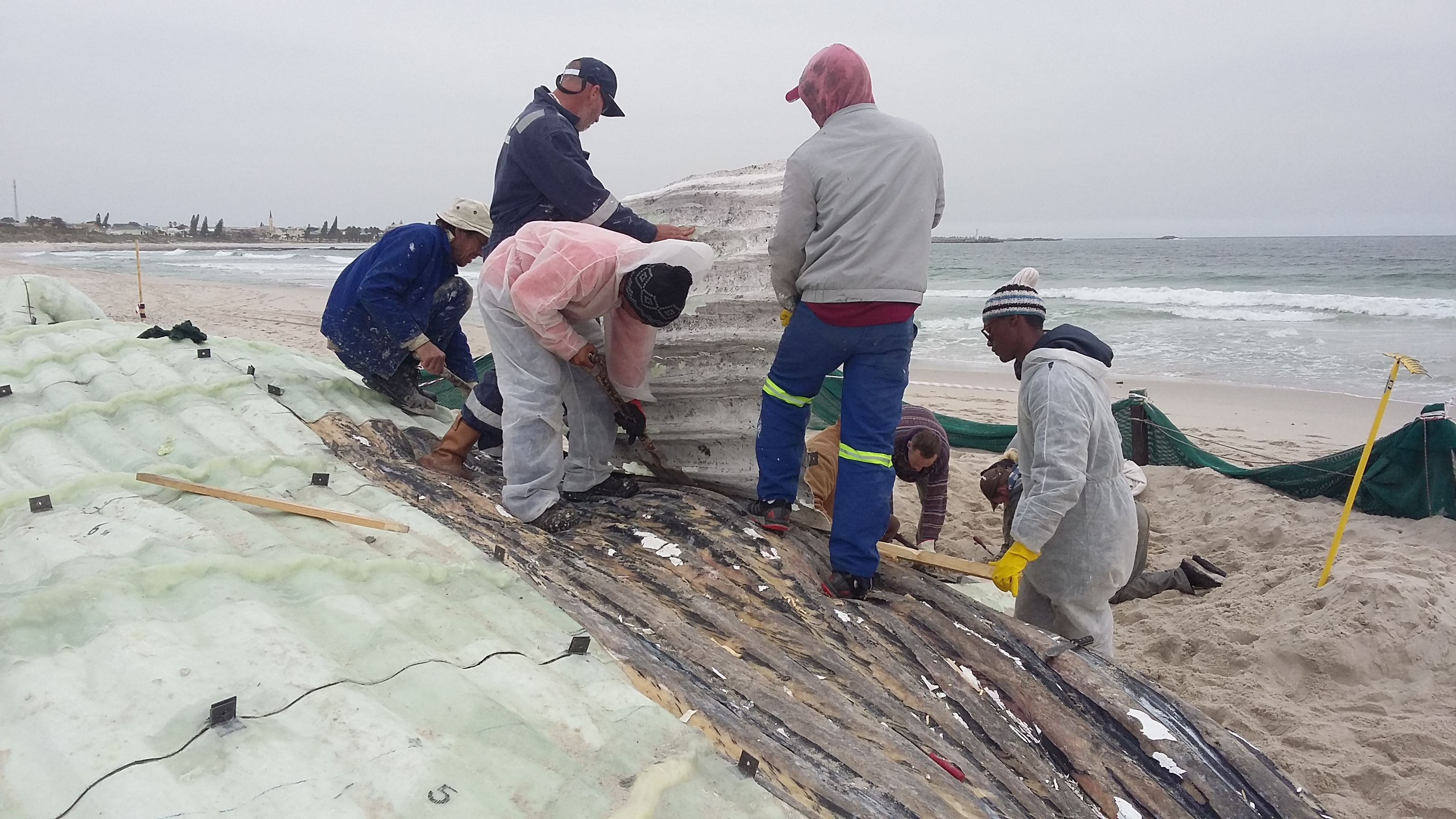
Rückseite der Abgussplatten mit den Details der Walhaut

In Kapstadt war zunächst keine passende Werkstatt zu bekommen. Der infrage kommende Ort war noch belegt. Erst rund sechs Monate später, im März 2019, konnten die Arbeiten an der Skulptur fortgesetzt werden.
In der Werkstatt wurden die Formteile wieder zusammengesetzt, mit vier und dann mit sechs Helfern. Zur weiteren Bearbeitung wurde die Form von der Decke abgehängt. Die Schnittkanten wurden geflickt. Dann wurde die gesamte Gussform mit Polyurethan überzogen. Anschließend bürstete das Team von Hand mehrere Schichten aus Polyurethanelastomer, Epoxidharz und Glasfasergewebe auf. Glasfasermatten verstärken das Harz. Eine filigrane Metallkonstruktion stützt die Figur von innen.
Im letzten Schritt wurde die Form von außen mit einer anthrazitgrauen, monochromen Farbe bemalt. Damit die Farbe auf dem Untergrund hielt, musste sie lösungsmittelbasiert sein. Die Wahl fiel auf eine Farbmischung, die hauptsächlich schwarzen, matten Schultafellack enthielt.

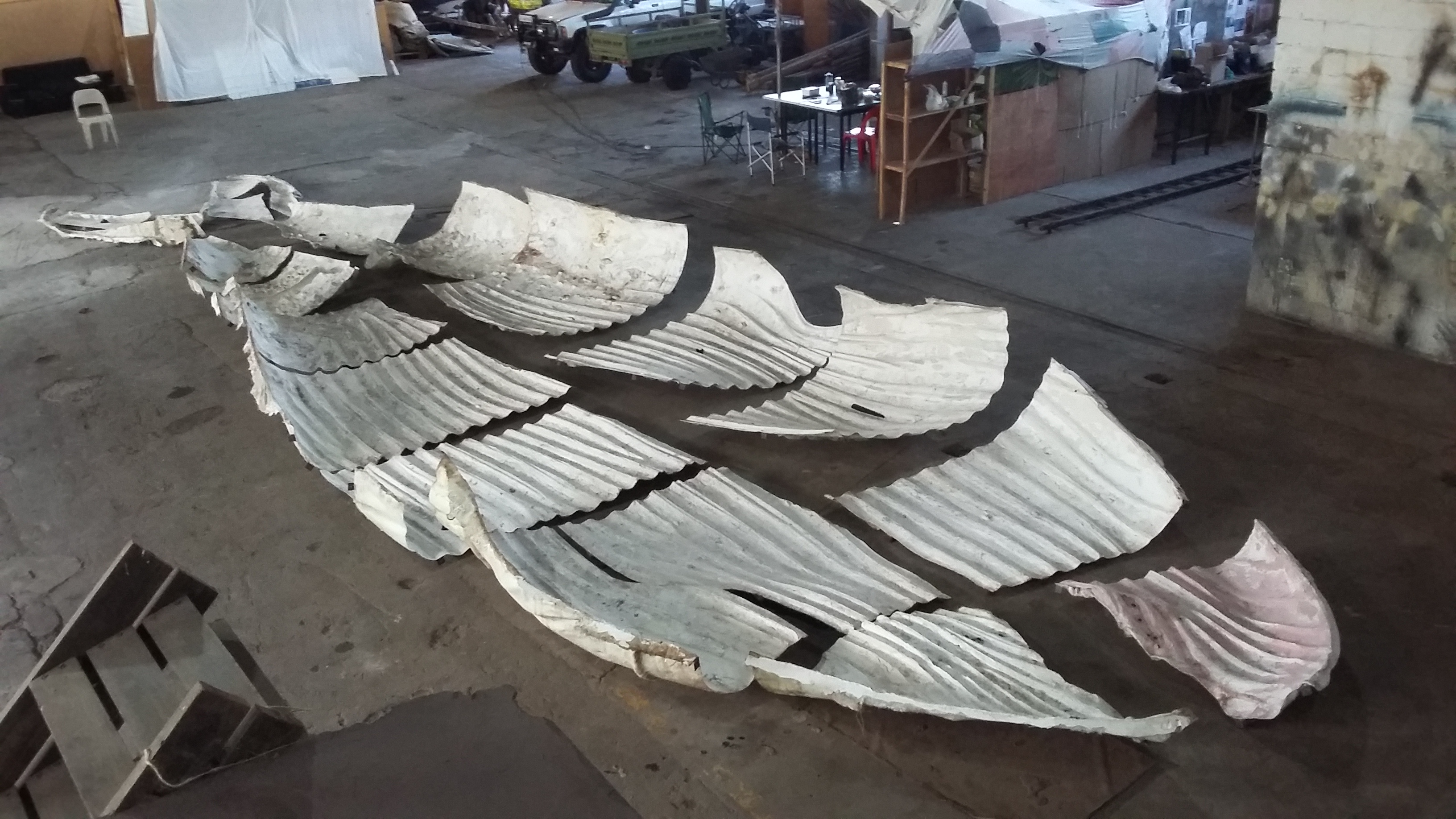
Formteile vom Strand nebeneinander ausgelegt
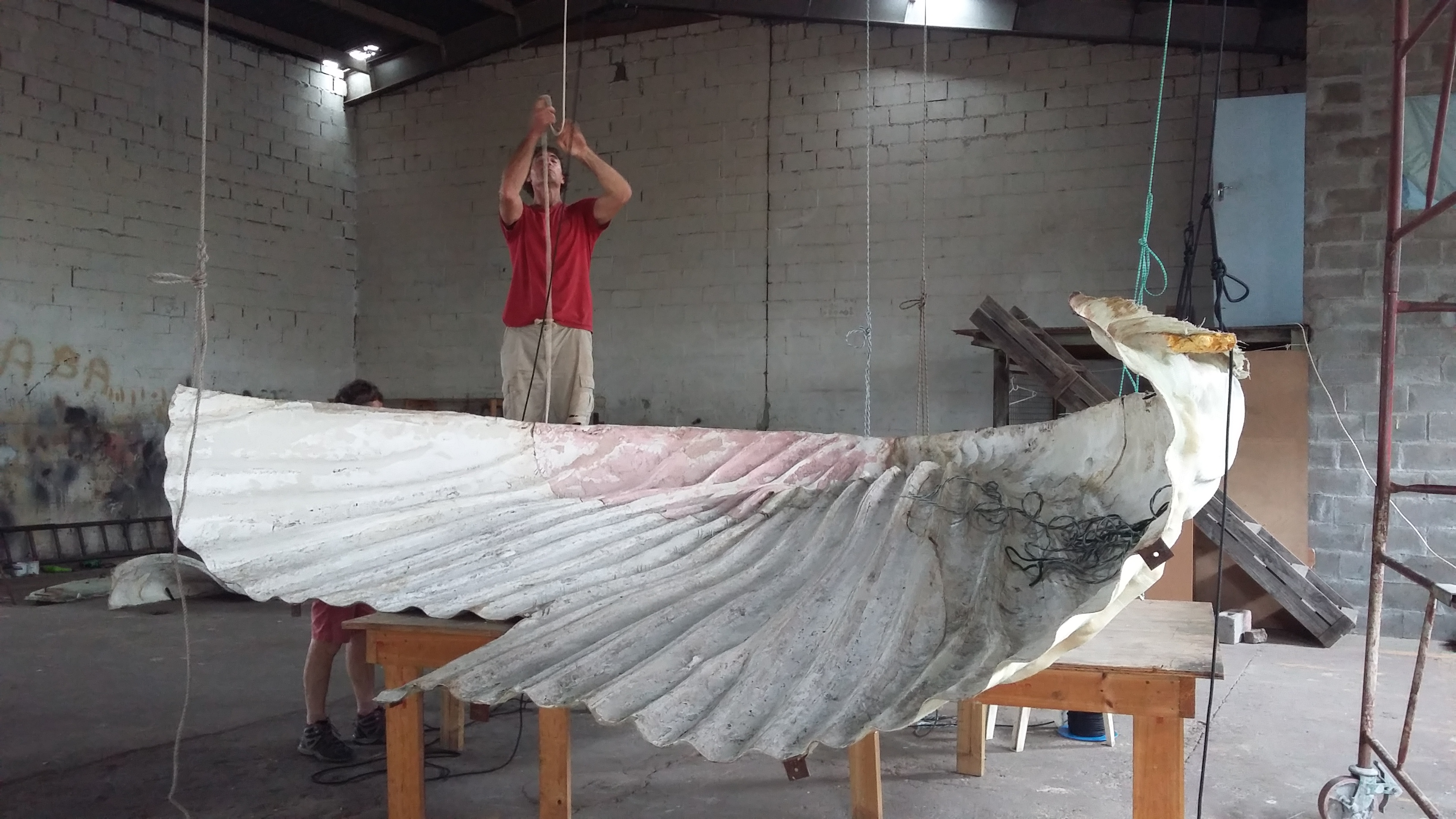
Platten vom Strand werden an Seilen an der Decke aufgehängt
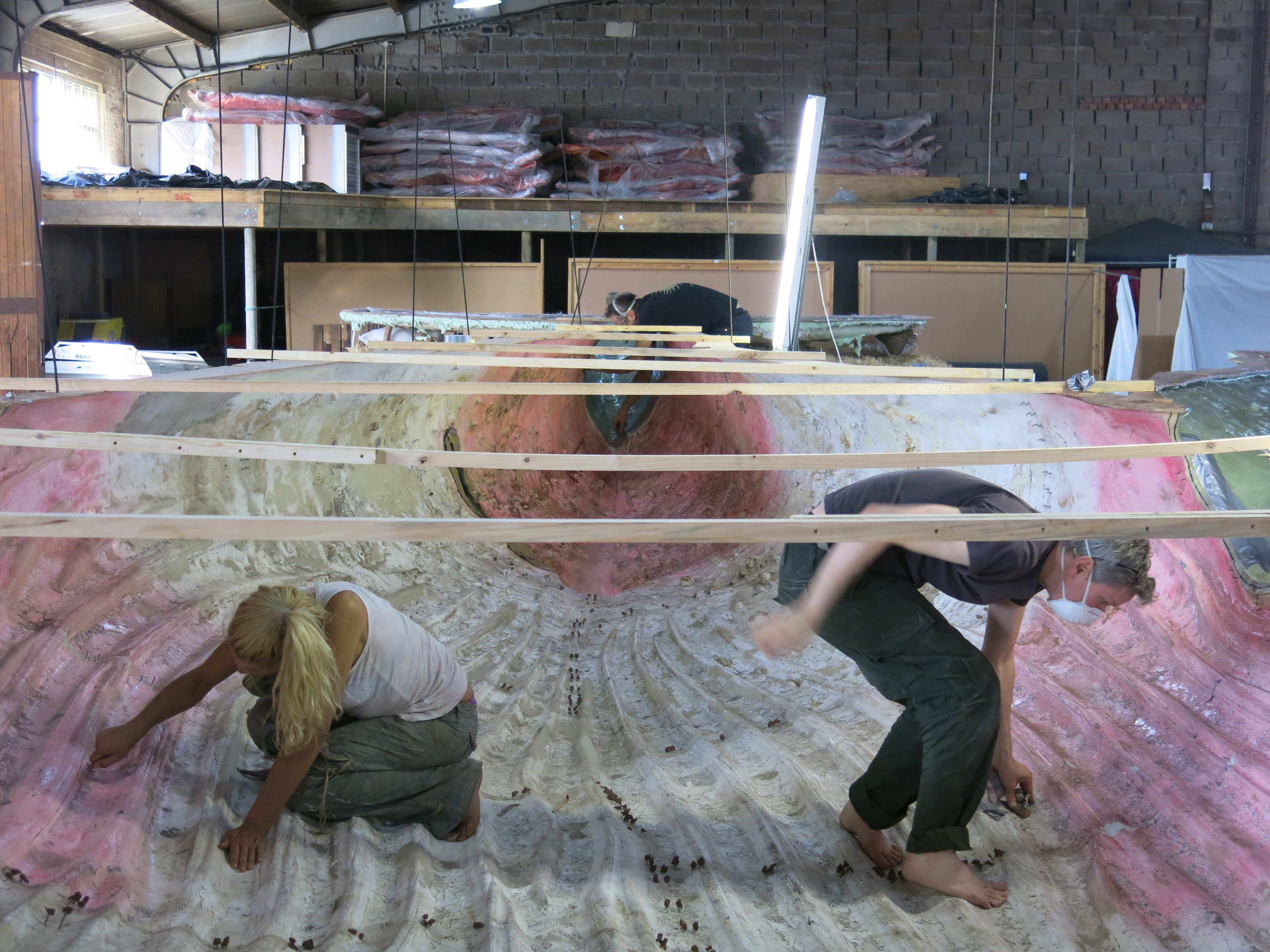
Holzlatten markieren die zukünftige Bodenfläche des Kunstwerks
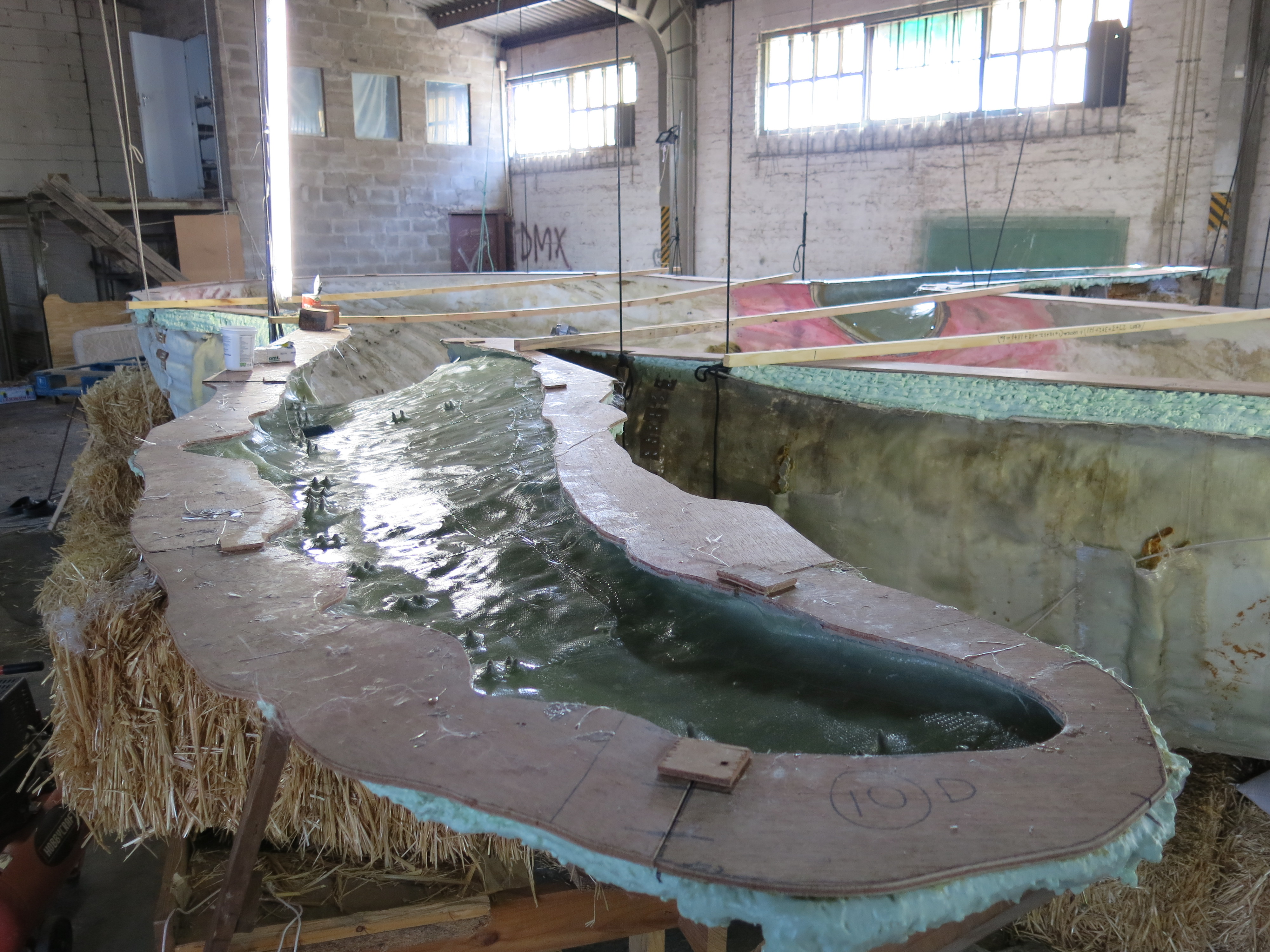
Detailansicht des Abgusses einer Seitenflosse

Zehn Wochen dauerten diese Arbeitsschritte im Atelier, der Guss und die Bemalung. Für den späteren Transport wurde die Skulptur in fünf zerlegbaren Teilen konzipiert. Im Hochsee-Container kam das Kunstwerk nach Deutschland, wo es im Juli 2019 eintraf. In seine Einzelteile zerlegt, wird es zwischen den Ausstellungen transportiert. Die Brust- und Schwanzflossen werden zur Beförderung abgenommen. Der so auf 11 m verkürzte Rumpf wird in zwei längliche Teile zerlegt. An den Ausstellungsorten zeigt ein Video mit Musik den Prozess der Abformung.
Der gesamte Prozess vom Traum bis zur Vollendung hat zehn Jahre gedauert.

## Kunstwerk

### Skulptur

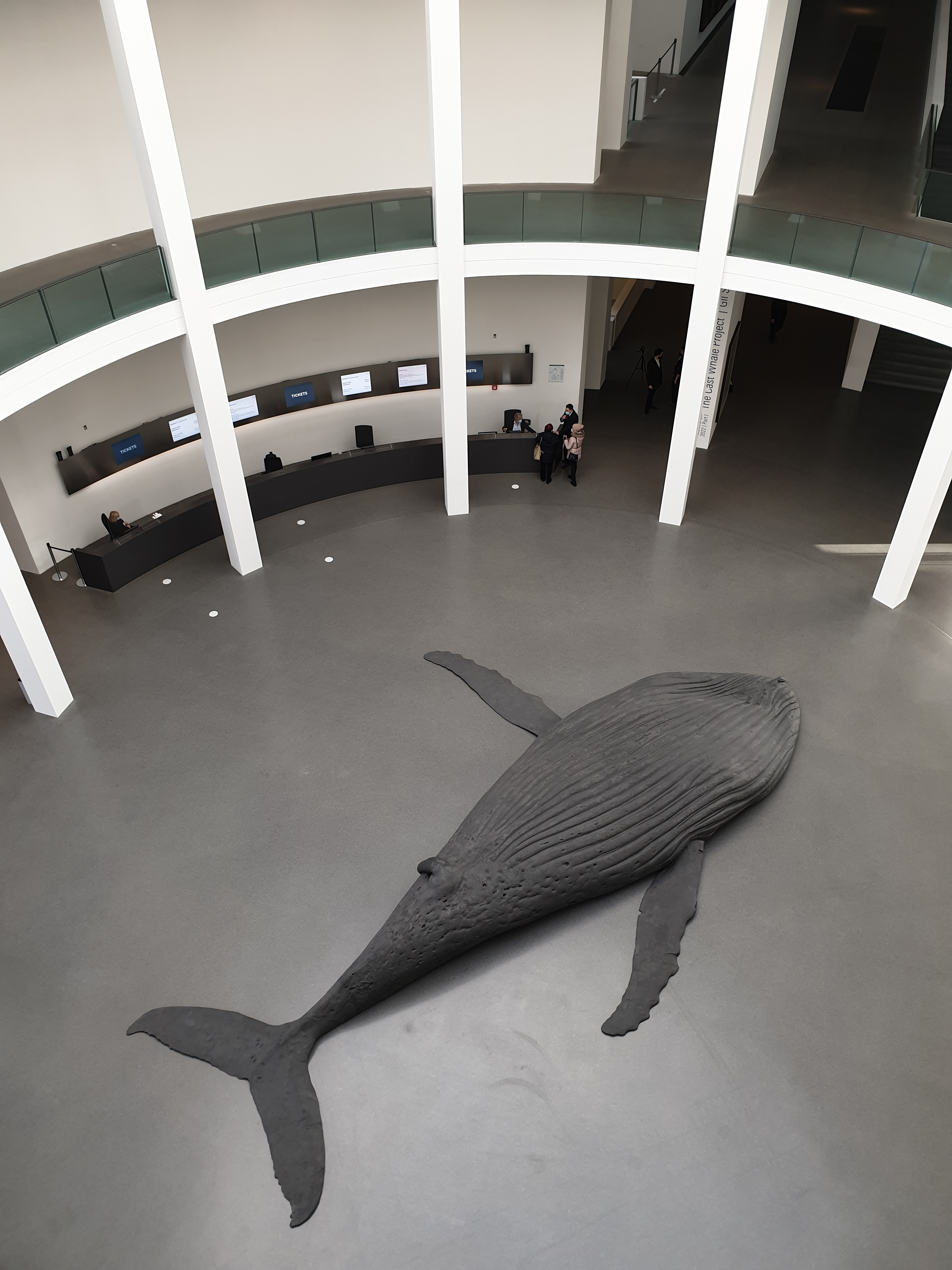
Perspektive von oben, München 2022

Das Werk zeigt einen südatlantischen Buckelwal in Originalgröße. Der Körper liegt auf dem Rücken, flach auf dem Boden. Die Flossen ragen seitlich heraus. Die Skulptur ist ein lebensgroßer Abguss von allem, was von dem gestrandeten Wal oberhalb des Erdbodens zu sehen war.
Der The Cast Whale Project ist kein präpariertes Tier, sondern ein eigenständiges Kunstwerk. Die Oberfläche ist monochrom-grau gestaltet. Die Einfarbigkeit abstrahiert einerseits und betont andererseits das, was den Wal ausmacht: seine Größe. Bei genauer Betrachtung sind auf der Oberfläche des Wales Spuren seines Lebens zu finden. Der Besucher sieht Verletzungen der Haut, die von Kämpfen unter Wasser zeugen. Beispielsweise findet man kegelförmige Bissspuren, die wie Mondkrater wirken; sie stammen von Zigarrenhaien. An einer Brustflosse sind Schnittwunden von Schiffsschrauben deutlich zu erkennen.
Von der Fluke bis zur Kopfspitze beträgt die Länge des Exponats 13,80 m. Vom linken bis zum rechten Flipper misst es 8,70 m. Die Skulptur hat ein Gewicht von ca. 600 kg. Die Oberfläche umfasst rund 100 Quadratmeter.

### Film und Musik
Die Ausstellung der Skulptur wird von dem Film (Dauer: 14 Minuten) der Skulpturen-Abformung begleitet, der von einem Sprechgesang unterlegt ist. Das Musikstück mit dem Namen Litany for the Whale (deutsch Litanei für einen Wal) wurde 1980 von John Cage komponiert. Es ist ein akustisches, archaisches Gesangsstück für zwei Solostimmen, zwei „gleichwertige“ Gesangsstimmen, wie es heißt. Beschrieben ist es als „Rezitation und 32 Antworten für zwei Stimmen“. Aufnahmen des Stücks dauern von 12 bis ca. 25 Minuten.
Der Gesangstext besteht aus den Buchstaben für das Wort WHALE (deutsch Wal). Jedem Buchstaben ist eine bestimmte Tonhöhe zugeordnet. Das Wort wird in einem Atemzug gesungen, wobei die Buchstaben einzeln ausgesprochen werden. Jeder Buchstabe hat die gleiche Länge, nur der letzte wird länger gehalten. Die zwei Sänger singen im liturgischen Wechselgesang in einem vorgegebenen Rhythmus: Der erste Sänger beginnt (Rezitation), anschließend folgt der zweite (Antwort). Nun folgt eine Pause. Sodann beginnt der zweite Sänger und der erste folgt darauf usw. Der Vortrag soll leise und ohne dynamische Veränderungen sein.
Die Tonalität erinnert an gregorianische Gesänge. Es sind Aufnahmen des Stücks, ein gleichnamiges Album und Noten erhältlich.

## Rezeption

### Bedeutung
Meeressäugetiere zu beobachten ist dank der technischen Möglichkeiten einfacher geworden. Zugleich ist es schwieriger, weil die Tiere immer seltener werden. Selbst bei Walbeobachtungen kann der Mensch nur auf Distanz bleiben. Es ist nur wenigen Menschen vergönnt, einem Wal von Angesicht zu Angesicht zu begegnen. Diese Bewandtnis erklärt eine Motivation dieses Projekts. Je seltener ein Aufeinandertreffen mit einem Wal ist, desto mehr gewinnt es an Symbolkraft. Der Reiz dieser Arbeit liegt in der Begegnung, die sie ermöglicht. Shachar spricht davon, dass wir von Walen wissen, über sie gelesen, Bilder gesehen haben und dass sie Teil von Geschichten sind – aber wir können ihnen kaum begegnen, besonders nicht aus der Nähe. Daher sei für sein Werk keine wirkliche Interpretation nötig, es werde schlichtweg eine erstaunliche Erfahrung.

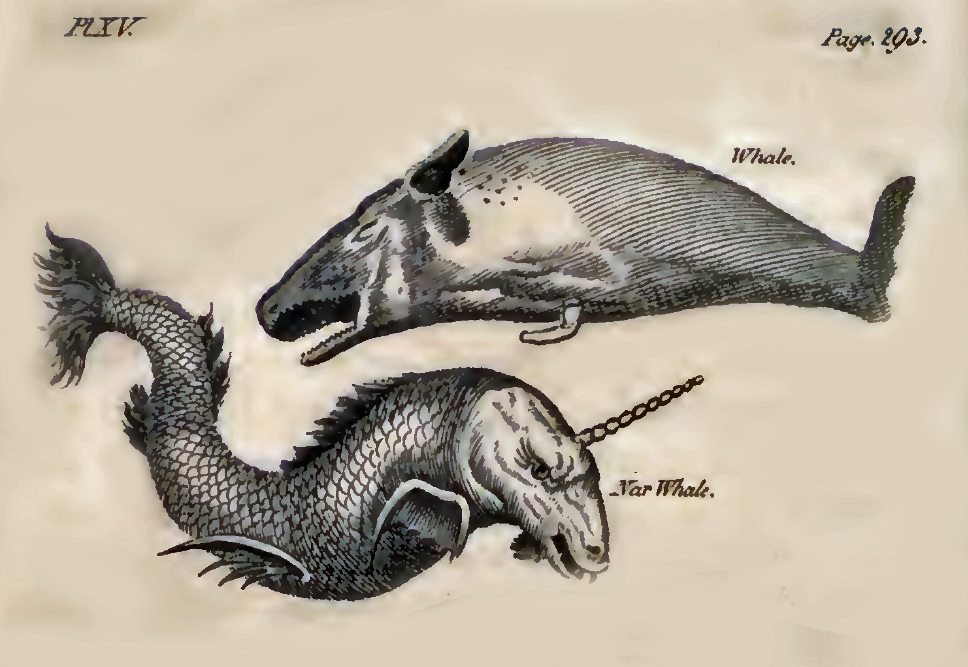
Illustration von Walen aus Goldsmiths Geschichte der Erde (1807)

Mythen um den Wal findet man bei vielen Völkern der Erde. Menschen fühlen sich zu Walen, diesen „rätselhaften Wesen“, hingezogen. Der Künstler öffnet mit dem Wal eine fantastische Parallelwelt. Die Tiere tauchen auf in Kindergeschichten, in Märchen, Gedichten, in Kunst, Literatur und Religion. Der westliche Kulturkreis kennt beispielsweise die biblische Geschichte Jona und der Wal. In Geschichten, in denen Menschen von Walen verschluckt werden, bildet das Innere des Wals eine eigene Welt und einen Ort der Erkenntnis. Sie werden geläutert wieder ausgespuckt. Laut Bibel entsprechen Jonas drei Tage im Walbauch jener Zeit, die Christus nach der Kreuzigung tot war. Der Wal wird zum Symbol der Wiedergeburt. In der Bibel wird das Meeresungeheuer, der Leviathan, gemeinsam mit dem Landungeheuer am Ende des Tages von Gott vernichtet (Jes 27,1) (Ps 74,14). In der islamischen Deutung ist ein Vorläufer Mohammeds der Prophet Yunus, „der Mann des Fisches“ (Sure 21,87). Im Roman Moby-Dick ist der Wal einerseits Lieferant für Tran und Öl und andererseits eine Metapher für den Kampf des Menschen. Hier jagt der wahnsinnige Kapitän Ahab dem unerlegbaren Wal als Symbol des Universums hinterher. In der Filmkunst ist als Beispiel Béla Tarrs Film Die Werckmeisterschen Harmonien anzuführen. Dort ist ein ausgestopfter Walkadaver die Attraktion eines Zirkus in aufrührerischen Zeiten.
In den Geschichten repräsentieren Wale eine enorme Kraft mit hoher Intelligenz, ein Wunder der Natur, das sich aber auch in ein Monster verwandeln kann. Der Wal vereinigt auf der einen Seite die Kraft und Weisheit der Natur und auf der anderen Seite den unverantwortlichen Umgang mit ihren Ressourcen. Er verkörpert eine heilere Welt, in der die Zerstörung der Natur durch den Menschen noch nicht vorstellbar war. Deshalb ruft die Begegnung mit dem gestrandeten Wal im Betrachter Melancholie und Trauer hervor, denn wir wissen, dass diese Welt vom Menschen bald zerstört sein könnte.
Skulpturen tragen sowohl Morbidität als auch die Aussicht auf Unsterblichkeit in sich. Der Tod scheint bei der Bildhauerei stets mitzuschwingen. Die Kuratorin des Tel Aviv Museum of Art, Dalit Matatyahu, erklärt, dass viele Darstellungen von Walen auf gestrandeten Tieren basieren. Da stellt sich die Frage, ob es überhaupt möglich ist, den Wal losgelöst vom Bewusstsein des Todes zu zeigen.
Der Walkadaver war verbunden mit Meer, Strand, Fischen, Millionen Jahren Evolution. Seine Zukunft, das Meer, das ihn zurückholt und aufreibt, ist dem sensiblen Betrachter auch bei der Skulptur bewusst. Diese Plastik verkörpert das gequälte Tier, ein Sinnbild, wie die Menschen mit Erde und Schöpfung umgehen. Zwischen Naturfundstück und Skulptur wirft dieses Kunstwerk eine aktuelle Zeitfrage auf, das Thema Artensterben. Anlässlich der Ausstellung in Greifswald bekräftigte Oberbürgermeister Fassbinder, dass The Whale Cast Project anrege, über ökologische Themen nachzudenken.
Wale entwickelten sich aus Landtieren, die sich an eine Meeresumgebung anpassten. Ihr Stranden kann daher womöglich als Akt der Heimkehr verstanden werden. Gerade wegen der vielseitigen Deutungen ist die Herausforderung des Künstlers hoch zu bewerten. Sein Projekt schien unmöglich: die Verwandlung eines aufgeladenen Motivs in einen realen Körper. Auch wenn der Aspekt des Raubbaus an Natur für Shachar nur eine untergeordnete Rolle spielt, gelingt es ihm, den vom Aussterben bedrohten Kolossen ein Denkmal zu setzen. Der Wal bedeutet für Shachar vor allem eines: Freiheit.

### Wirkung
Der Philosoph Rainer Schäfer berichtet von einem Erlebnis bei der Montage der Wal-Skulptur:

„Im Inneren des Wals […hat man…] das Gefühl, man blickt in die Milchstraße, denn die unterschiedlich dicken Schichten lassen von außen unterschiedlich viel Licht einfallen, so dass es wie ein Blick auf eine Galaxie wirkt.“

Bei vielen Kunstwerken spielt der Mensch und dessen Perspektive auf den Wal eine entscheidende Rolle. Das sei beim The Whale Cast Project nicht der Fall. Hier interpretiert der Blick nichts Sachfremdes in das Kunstwerk hinein. Der Betrachter muss seiner ersten Wahrnehmung trauen. Im Gespräch über The Whale Cast Project hat Gil Shachar geäußert, ihn interessiere der Moment, bevor der Betrachter beginnt, die Skulptur zu interpretieren.

„[Die Idee] beinhaltet in Wirklichkeit so viele geistige und emotionale Ebenen, die keine Interpretation benötigen. Es ist ein so überwältigendes Bild, es hat eine so ungeheure Präsenz, dass Worte überflüssig werden.“

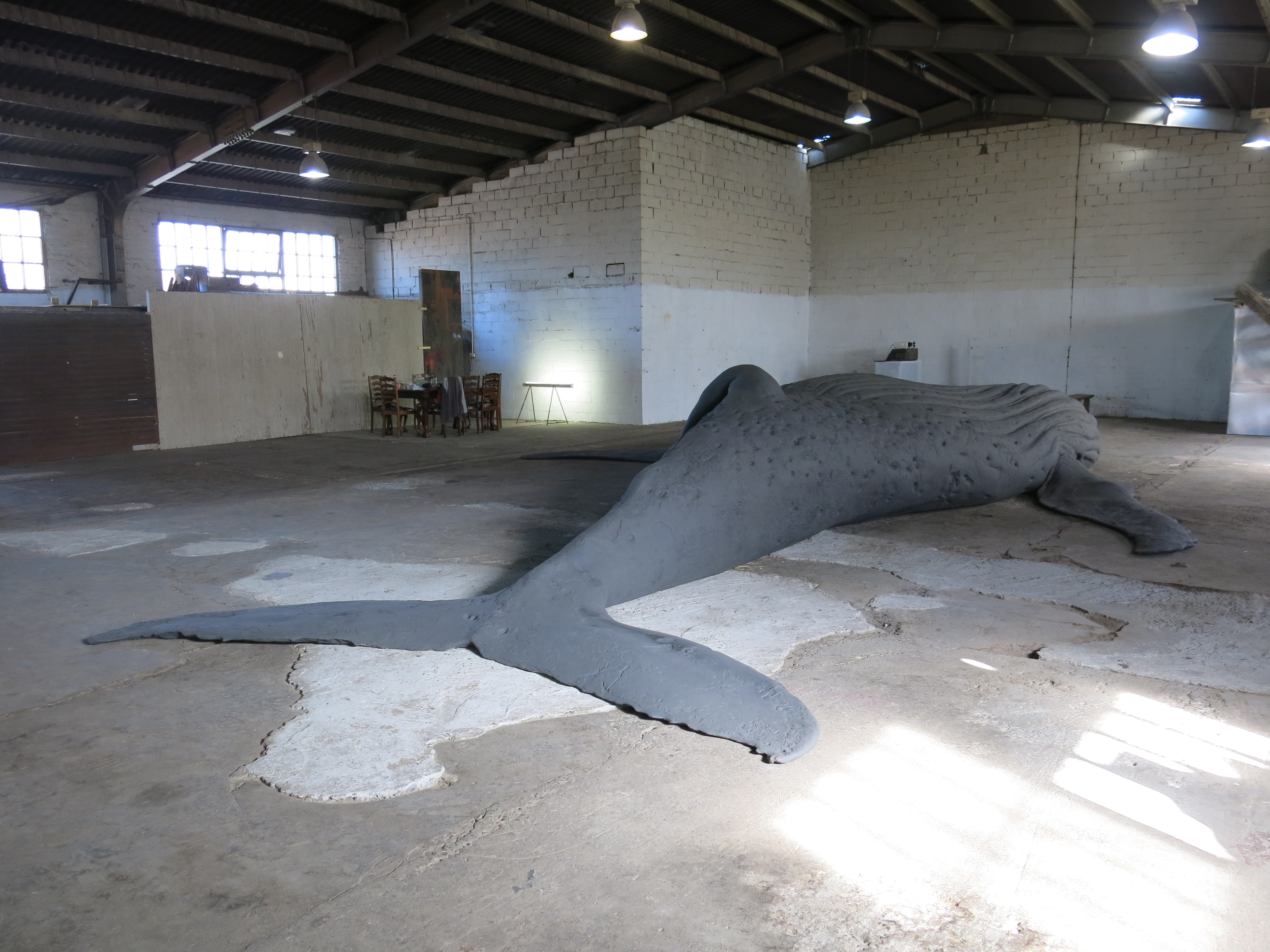
Fertiggestellte Skulptur im Atelier in Saltriver, 2019

Jeder wird in der ersten persönlichen Begegnung mit The Cast Whale Project auf seine Weise angesprochen. Das Publikum habe in der Vergangenheit sehr emotional auf das Exponat reagiert, sagte der Künstler in Greifswald. „Ein Wal berührt die Menschen“, bestätigte Greifswalds Oberbürgermeister Fassbinder. Die Skulptur beeinflusst Menschen. Kaum fertiggestellt, wirkte die Skulptur bereits im Atelier wie ein Wal, der in einer Lagerhalle strandete und dem man ins Wasser helfen möchte.
Hans Günter Golinski, Direktor des Kunstmuseums Bochum, berichtete, sie erlebten keine Besucher, „[…] egal welcher Altersgruppe, selbst wenn sie eigentlich für andere […] Ausstellungen ins Museum kamen, die bei dieser Skulptur nicht länger verweilen, um sie eingehend zu betrachten.“ (Hans Günter Golinski: The Cast Whale Project) Die Skulptur wirkt, als wäre sie immer schon da gewesen. Von ihr geht eine Ruhe aus, die sich auf Menschen überträgt. Instinktiv senkt der Besucher die Stimme, bewegt sich achtsam und verharrt. Der Betrachter möchte verstehen, was hier passiert ist.
Überwältigend ist die Begegnung mit dem Buckelwal schon alleine durch seine Größe. Die schiere Monumentalität löst ein Gefühl von Erhabenheit aus. Auf Augenhöhe betrachtet, lässt sich das Kunstwerk vom Besucher nicht in einem Blick erfassen. Die Phantasie muss etwas ergänzen. Je näher man dem Kunstwerk kommt, umso weniger kann man seiner Körperlichkeit, den Körperöffnungen oder dem scheinbaren Blick ausweichen. Erst nach mehrmaliger Umrundung lassen sich die Eindrücke zu einem Ganzen zusammenfügen. Beim Betrachten einzelner Teile wird aus der abstrakten Form ein Körper. Aus dem Abstrakten wird ein emotionales Erlebnis. Die Skulptur strahlt Ruhe und Würde aus. Das Material der Skulptur und der stumpfe Lack verhindern, dass das Stück als eine Illusion, als Tierpräparat aufgefasst wird. Dennoch müsse sich der Betrachter daran erinnern, dass es kein Kadaver, sondern Epoxidharz, Polyurethan, Fiberglas und Alkydfarbe sei.

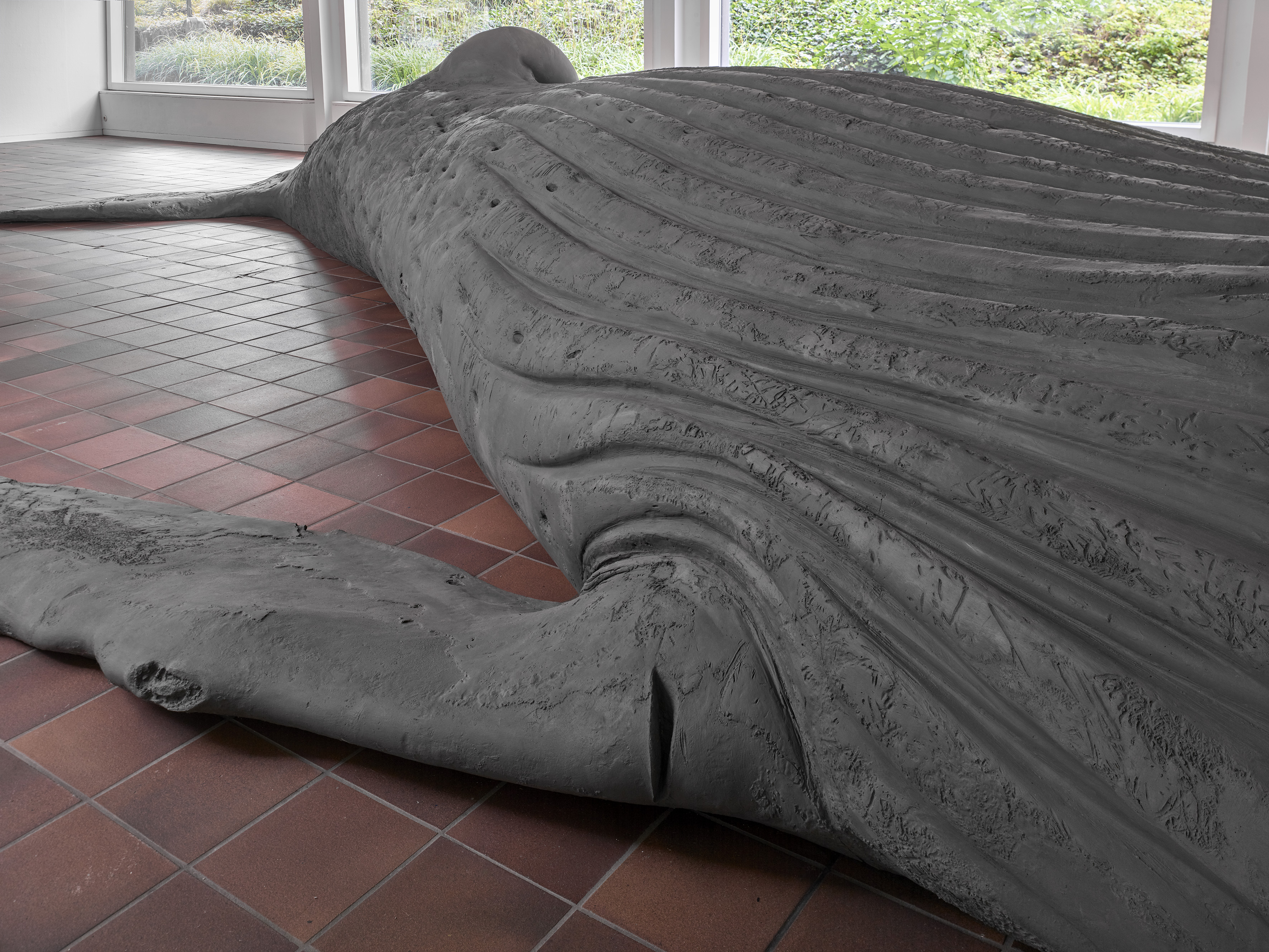
Detailansicht der verletzten Walhaut, Bochum 2020

Im Kontext eines Museums erscheint der Wal nicht nur beeindruckend, sondern auch verletzlich. Je näher man dem Körper kommt, umso mehr erkennt man seine Leiblichkeit, seine Wunden, den Blick eines vermeintlichen Auges. Man spürt das Alter des Tieres. Durch den grauen, matten Farbauftrag können die Lebensspuren auch als abstrakte Zeichnungen oder als Landschaften gesehen werden. Die Darstellung versinnbildlicht den realen Körper, die sterbliche Hülle und den Spiegel unseres Lebens, als Individuum und als Menschheit. Das Kunstwerk ist zugleich Skulptur und emotionale Darstellung des Lebens an sich. Dieses Projekt ist so fesselnd, weil das Abformen das Vergängliche einfängt.
Shachar gelingt es, ein Gleichgewicht zwischen verschiedenen Aspekten herzustellen: Körperlichkeit, Mythologie, Ästhetik und die Abstraktion künstlerischer Arbeit. Obwohl die Skulptur von Menschen geschaffen wurde, wirkt das Tier lebensecht. Die Lebendigkeit dieses Wales ist deutlich spürbar. Fern vom Strand wirkt die Figur lebensecht und leblos zugleich. Was für Shachars menschliche Köpfe gilt, hat auch für diese Skulptur seine Berechtigung: „So sehr wir auch hinsehen, so wenig wird unserer Blick erwidert. Am Ende bleibt unser Blick auf die Oberfläche fixiert.“ (Stephan Berg, Intendant des Kunstmuseum Bonn: The Cast Whale Project) Der Galerist Semjon beschreibt das Bildwerk als „scheinbar realistisch – aber doch abstrakt“. Der Wal wirkt stark und verletzlich zugleich. Die Leiblichkeit und Verletzlichkeit löst ein Gefühl von tiefer Berührung und von Überwältigung aus. Die Begegnung mit diesem riesigen Werk hinterlässt Spuren.

## Ausstellungsorte

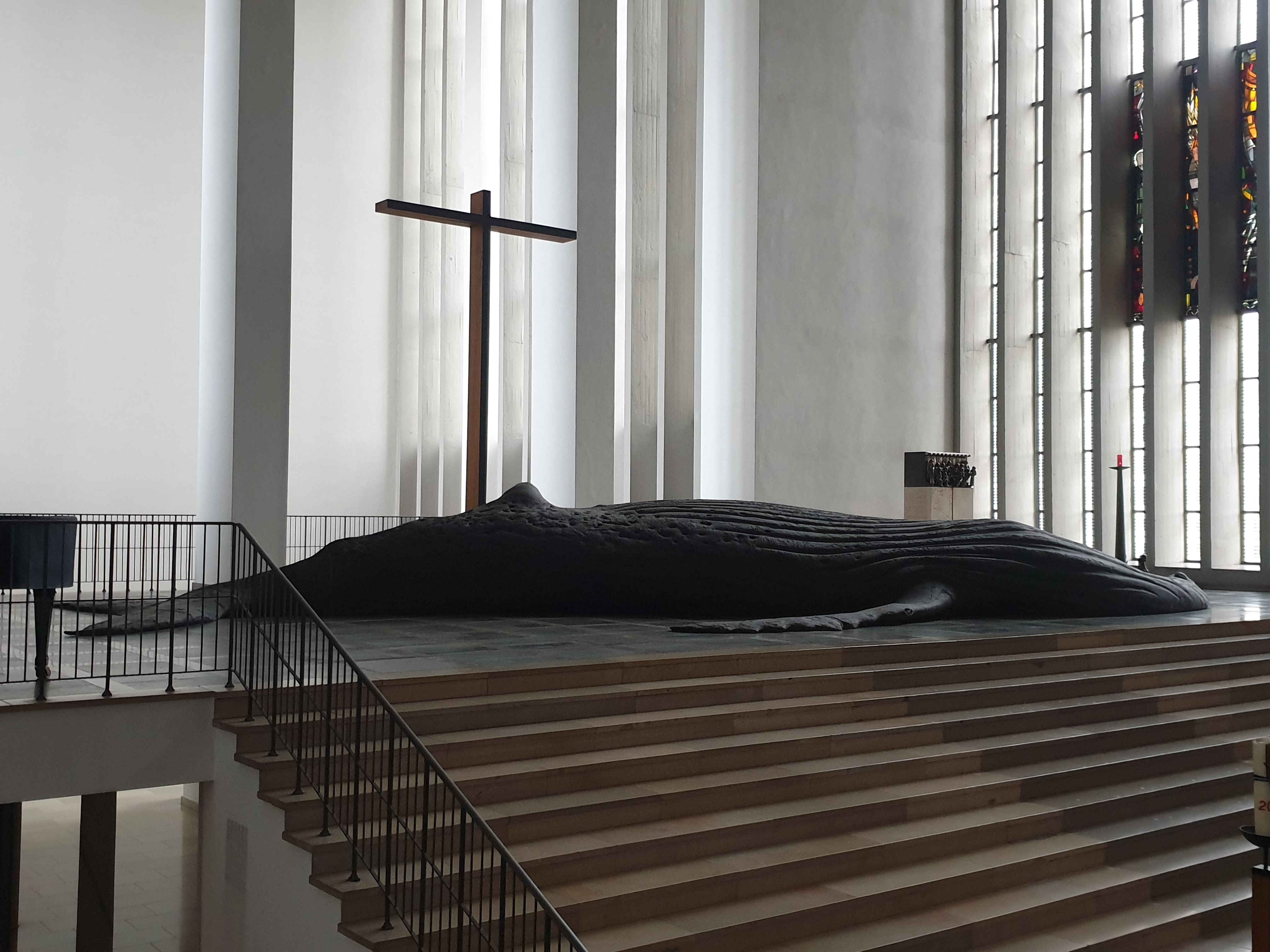
Heilig-Kreuz-Kirche in Dülmen, 2022

Von Beginn an plante Shachar, die Skulptur in Innenräumen auszustellen, um eine intime Begegnung zu ermöglichen. Die Wal-Skulptur wurde an mehreren Orten in Deutschland ausgestellt.
- 12. – 26. Mai 2019, Salt River bei Kapstadt

Ausstellungsort war die Atelierhalle, in der die Abguss-Schalen zusammengesetzt und die Skulptur gegossen wurde.
- 26. Juli – 25. Oktober 2020, Bochum, Kunstmuseum Bochum[20]

Die erste Institution, die das Exponat in einer Ausstellung für die Öffentlichkeit zugänglich machte.
- 22. April – 14. Mai 2021, Berlin, St. Elisabeth-Kirche

Als Ort wurde die Schinkelkirche St. Elisabeth in der Invalidenstraße in Berlin-Mitte gewählt, weil die Proportionen der Architektur und jene der Skulptur sehr gut harmonierten. Die tragische und hoffnungsvolle Geschichte der Kirche spiegelt die Auferstehung des Wales wider, in seinem neuen Leben als Kunstwerk. Trotz der COVID-19-Pandemie waren die Räumlichkeiten geöffnet. Während der dreiwöchigen Ausstellungsdauer wurden ca. 10.000 Besucher gezählt.
- 8. – 29. August 2021, Greifswald, Dom St. Nikolai

Im Jahr 1545 wurde laut Geschichte ein Wal an der Ostseeküste bei Greifswald angespült. Davon erzählen noch heute vorhandene Wal-Fresken in den Greifswalder Kirchen. Sie waren der Auslöser, den Künstler mit seiner Wal-Skulptur nach Greifswald einzuladen.
- 22. Dezember 2021 – 27. Februar 2022, München, Pinakothek der Moderne

Das zwanzigjährige Jubiläum der Pinakothek der Moderne wurde mit The Cast Whale Project eröffnet. Kuratiert wurde die Ausstellung von Michael Hering.
- 5. März – 6. April 2022, Dülmen, Hl.-Kreuz-Kirche[28]

Wie in Berlin, gehen Exponat und Architektur eine Symbiose ein. Die Ausstellung wird mit einem umfangreichen Begleitprogramm präsentiert.

## Galerie

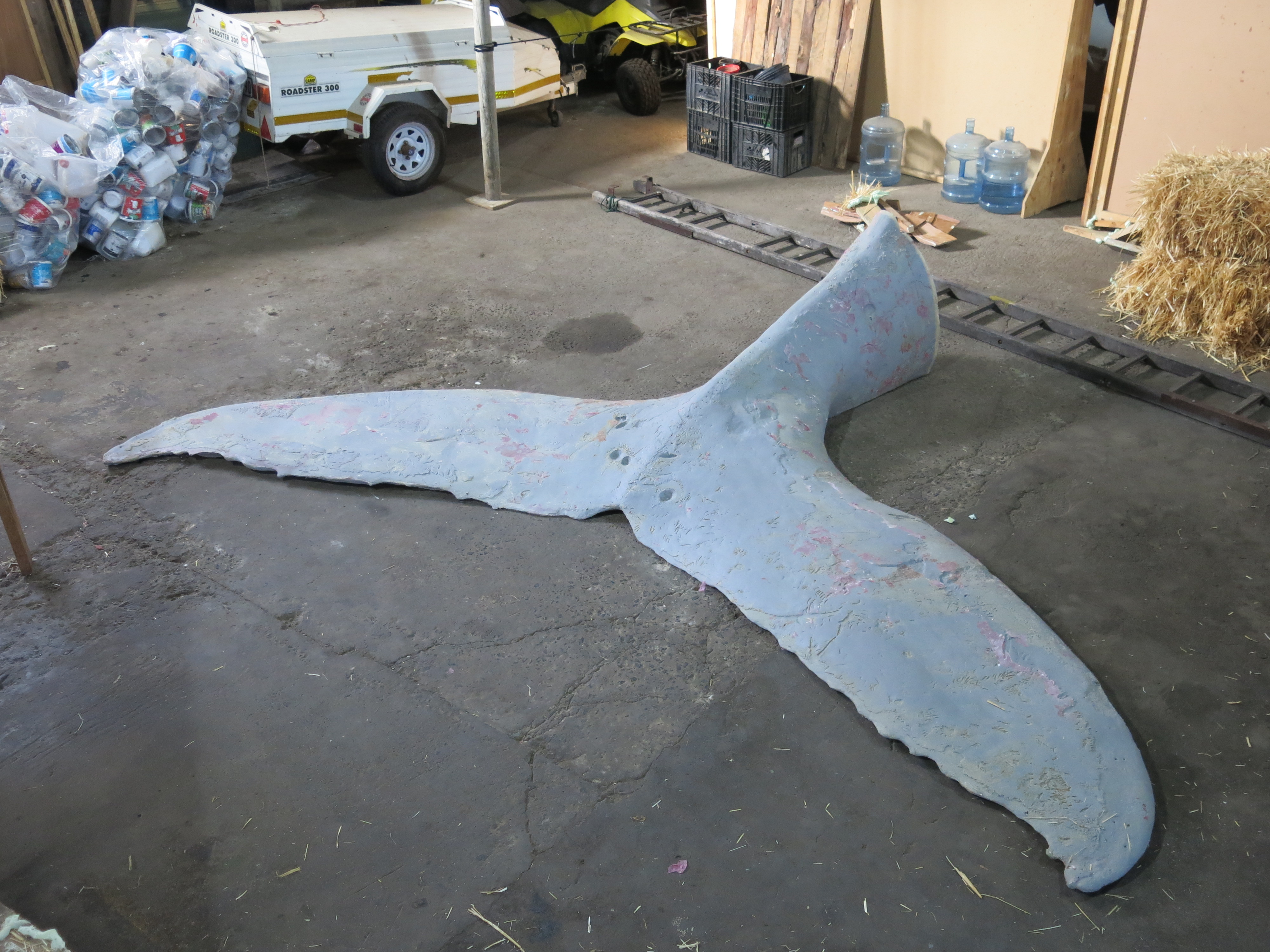
Ausgeformte, abnehmbare Fluke, 2019 Saltriver
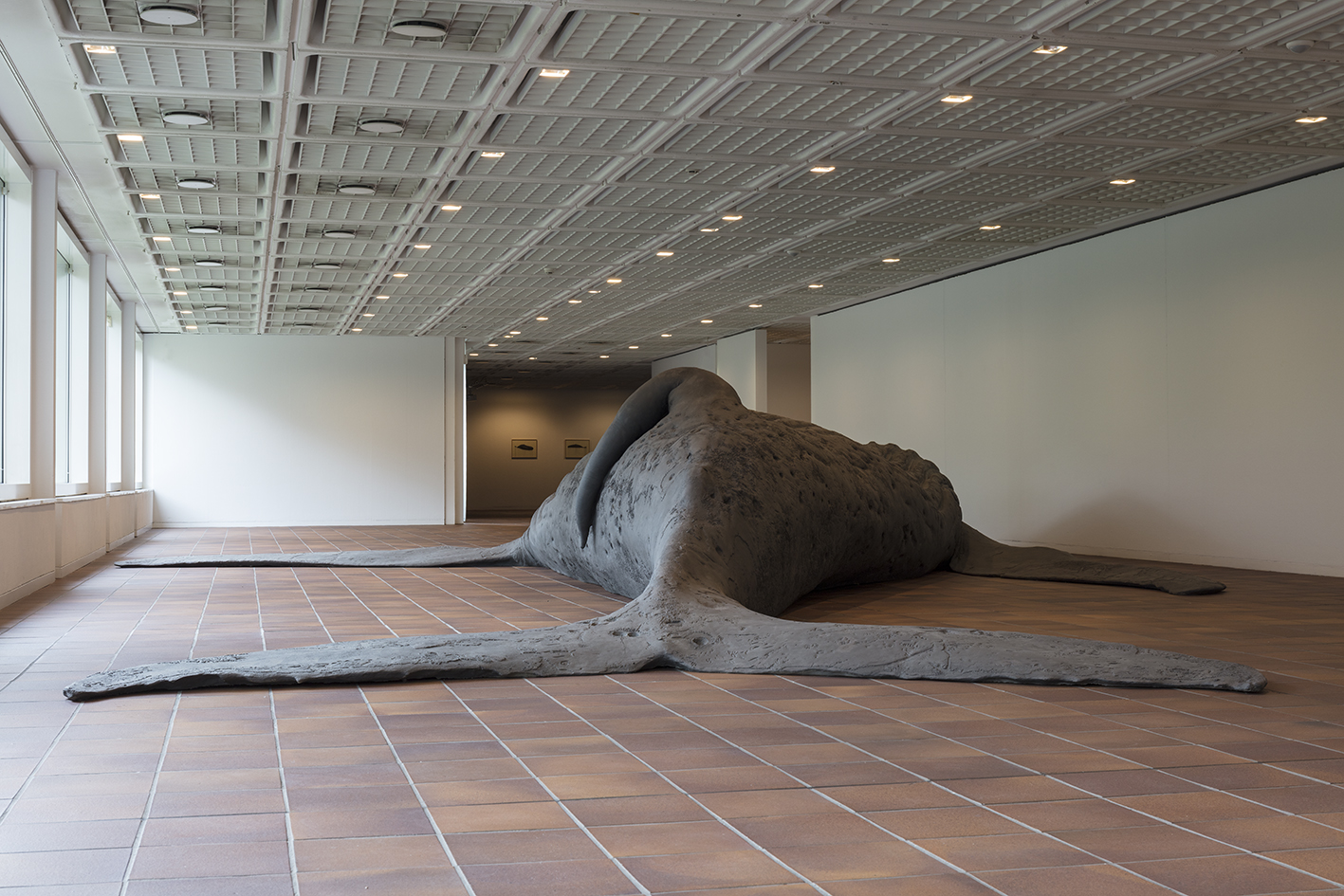
Erster Ausstellungsort, Kunstmuseum Bochum 2020
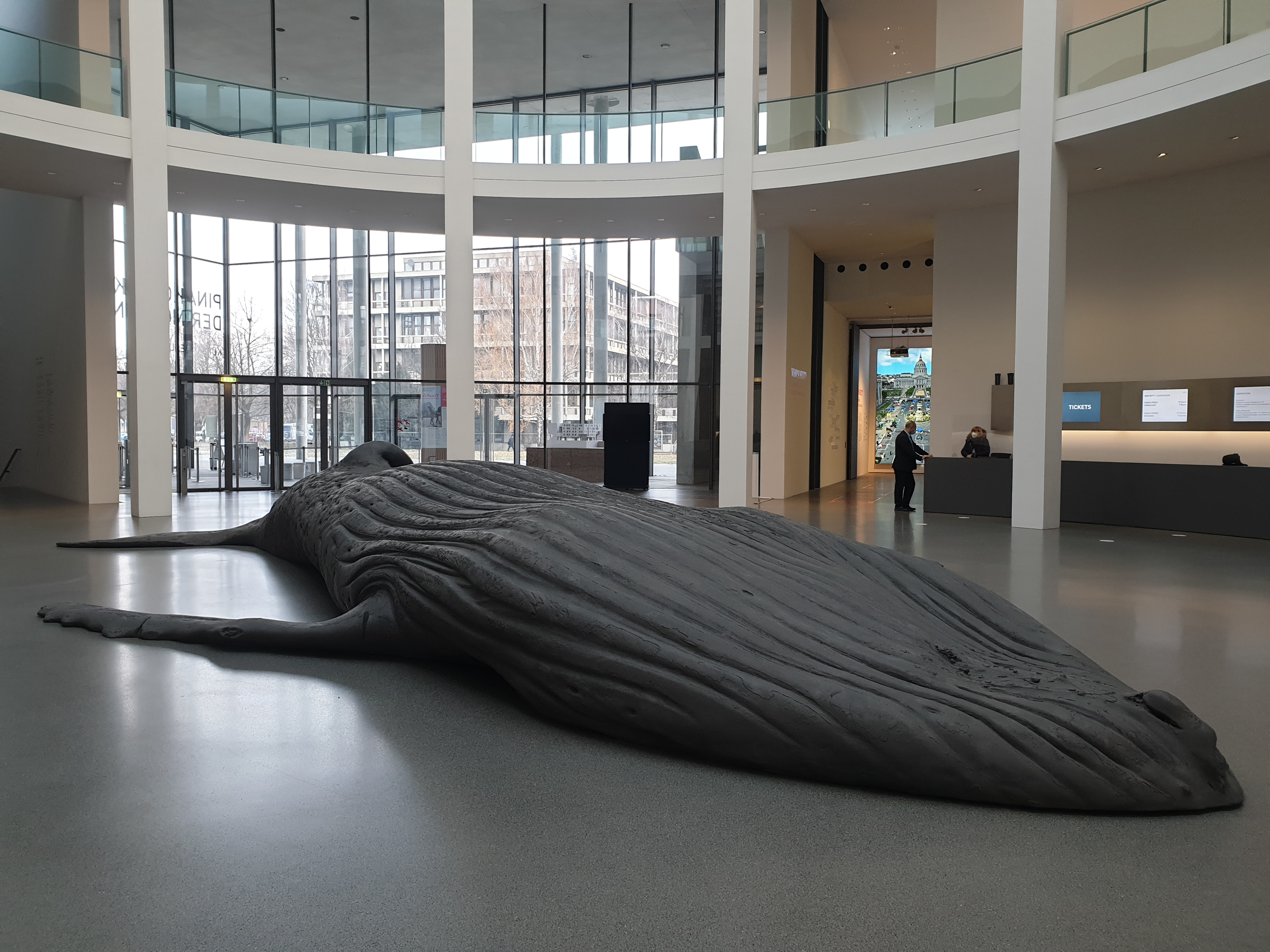
Frontalansicht, München Pinakothek der Moderne 2021